# 利奧波丁娜 (巴西)
利奧波丁娜（葡萄牙語：Leopoldina de Bragança，1847年7月13日—1871年2月7日），巴西皇帝佩德羅二世的次女。

## 家庭
1864年，利奧波丁娜與薩克森-科堡-哥達的路德維希·奧古斯特王子結婚，他的弟弟是日後的保加利亞沙皇斐迪南一世。兩人共有四個兒子：
- 彼得·奧古斯特（1866年—1934年）
- 奧古斯特·利奧波德（英语：Prince August Leopold of Saxe-Coburg and Gotha）（1867年—1922年）
- 約瑟夫·斐迪南（英语：Prince Joseph Ferdinand of Saxe-Coburg and Gotha）（1869年—1888年），早逝
- 路德維希·加斯頓（英语：Prince Ludwig Gaston of Saxe-Coburg and Gotha）（1870年—1942年）